# Call of Duty: Black Ops III
A Call of Duty: Black Ops III egy 2015-ben megjelent belső nézetű lövöldözős játék, amelyet a Treyarch fejlesztett és az Activision adott ki. A játék 2015. november 6-án jelent meg  Windowsra, PlayStation 3-ra, PlayStation 4-re és Xbox 360-ra, valamint Xbox One-ra, 2019. április 4-én pedig macOS-re.

## Játékmenet
A Black Ops III kampányát úgy tervezték, hogy támogassa a 4 játékosos kooperatív játékmenetet, lehetővé téve a nagyobb, nyitottabb és szabadabb pályatervezést, valamint csökkentve a folyosószerű lövöldözést. Emellett a játékos testre szabhatja karakterének megjelenését és öltözetét. A kampány saját fejlődési rendszerrel rendelkezik, amelyben fejlesztési tokeneket kell felhasználni különböző fegyverek és felszerelések megszerzéséhez a történet előrehaladtával. A játék tartalmaz egy „realisztikus” nehézségi módot, amelyben a játékos már egyetlen találattól is elesik. A kampány összes küldetésének teljesítése után feloldódik a „Nightmares” mód, amelyben a játékosok új narratívával játszhatják újra az egész kampányt – ebben a módban a legtöbb ellenséget zombik helyettesítik. A többjátékos mód egy új, lendületalapú mozgásrendszert vezet be, amely a thruster pack segítségével lehetővé teszi a játékosok számára a lassú, irányított levegőbe emelkedést, a falon futást és a csúszást, miközben a fegyverek irányítása teljes mértékben a játékos kezében marad. A Black Ops II „Pick 10” osztályrendszere mellett a Treyarch egy új karakterrendszert is bevezetett „Specialists” néven, amelyben a játékosok kilenc különböző katonából választhatnak, akik egyedi fegyverrel vagy képességgel rendelkeznek. Egy későbbi frissítéssel egy tizedik specialistát, Blackjacket is hozzáadták a játékhoz. Blackjack képes más specialisták képességeit utánozni, de csak korlátozott ideig játszható, miután a játékos teljesített egy meghatározott kihívássorozatot. A „Gunsmith” funkció lehetővé teszi a fegyverkiegészítők esztétikai testreszabását, így számos kombináció hozható létre. Emellett a „Paintshop” segítségével a játékosok saját dizájnokat festhetnek a fegyverek meghatározott részeire, még tovább mélyítve a testreszabás lehetőségeit. A Zombies mód egy új XP-alapú fejlődési rendszert vezet be, amely lehetővé teszi a játékosok számára, hogy hasonló módon oldjanak fel tárgyakat, mint a többjátékos és kampány módokban. A feloldható elemek közé tartoznak a „Gobblegumok”, amelyek ideiglenes bónuszokat biztosítanak a játékosoknak, valamint a fegyverkészletek (weapon kits), amelyek lehetővé teszik a fegyverek kinézetének és tulajdonságainak módosítását különféle álcafestésekkel és kiegészítőkkel. A Black Ops III több bónuszjátékmódot tartalmaz a három fő játékmód mellett: a Nightmares-t, a kampány alternatív újramesélését, amely zombikat tartalmaz; a Dead Ops Arcade-et, egy felülnézetes lövöldözős módot, amely a Call of Duty: Black Ops eredeti változatának folytatása; és a Freerun-t, egy parkour-inspirálta játékmódot, ahol a játékosok fejlett mozgásmechanikát használva navigálnak a pályákon, hogy elérjék a célt.

## Cselekmény
|  | Alább a cselekmény részletei következnek! |

2065. október 27-én a játékos és csapattársa, Jacob Hendricks (Sean Douglas), a Winslow Accord Black Ops Cyber Division tagjai, Etiópiába vannak bevetve, hogy kimentsék az egyiptomi miniszterelnököt és más túszokat a zsarnoki Nílus Menti Koalíció (NRC) fogságából. Azonban az evakuálás félresikerül, és a játékost hátrahagyják, amikor egy harci robot súlyosan megsebesíti. John Taylor (Christopher Meloni), egy másik ügynök menti meg, és a játékos kibernetikus műtéten esik át, hogy életben maradjon: közvetlen neurális interfészt (DNI) kap, valamint a műtét alatt virtuális kiképzésben részesül Taylor és csapatának – Sebastian Diaz (Reynaldo Gallegos), Sarah Hall (Katee Sackhoff) és Peter Maretti (Ary Katz) – közreműködésével. Hendricks önként vállalja, hogy ő is aláveti magát a műtétnek. Öt évnyi titkos művelet (wetwork) után a játékost és Hendricks-et Rachel Kane (Rachel Kimsey), a CIA összekötő tisztje alá helyezik, és azzal bízzák meg őket, hogy vizsgálják ki egy CIA-fekete műveleti bázis elnémulását Szingapúrban. . A helyszínen azt találják, hogy a területet megtámadta az 54 Immortals nevű paramilitáris bűnszervezet, és az adatokat ellopták. Kane arra a következtetésre jut, hogy Taylor és csapata dezertált, és meggyilkolták az ott dolgozó személyzetet. Hogy kiderítsék az ellopott adatok hollétét, a játékos és Hendricks fegyverkereskedőknek álcázzák magukat, hogy találkozzanak az 54 Immortalssokkal. Az akció azonban félresikerül, mikor lebuknak, és ennek következtében meghal az Immortals egyik vezetője, Goh Min. Ennek ellenére sikerül megszerezniük adatokat Taylor utolsó ismert tartózkodási helyéről, egy Coalescence Corporation létesítményről Szingapúrban, amelyet tíz évvel korábban egy rejtélyes robbanás pusztított el, 300 000 ember halálát okozva, és a sziget keleti részét lakhatatlanná téve. A játékos és Hendricks elutaznak a létesítményhez, ahol egy titkos CIA-kutatólaboratóriumra bukkannak, és ott rábukkannak Diazra, aki épp titkos CIA-adatokat szivárogtat ki. Kénytelenek megölni őt, és miután Hendricks csatlakozik Diaz DNI-jéhez, megtudják, hogy Taylor a robbanás két túlélőjét keresi: Sebastian Kruegert, a Coalescence vezérigazgatóját, és Dr. Yousef Salimot. Miután a kiszivárgott információk alapján az Immortals elfogja Kane-t, a játékos megszegi Kane parancsát, miszerint hagyja őt hátra, és kiszabadítja őt, miközben megöli az Immortals másik vezetőjét, Goh Min húgát, Xiulant. A trió Kairóba utazik, ahol megtalálják Salimot, aki elmondja, hogy titkos DNI-kísérleteket végzett, amelyek során az alanyokat egy nyugtató mentális gyakorlattal próbálták meg megvigasztalni – ennek lényege az volt, hogy képzeljenek el egy fagyott erdőt. Azonban az NRC megtámadja a várost, így Taylor csapata be tud hatolni, elrabolják Salimot, majd kihallgatják és kivégzik. A játékos, Hendricks és Kane Taylor nyomába erednek az egyiptomi hadsereg segítségével, de útközben szembekerülnek Hall-lal. Miután megölik Hallt, a játékos csatlakozik Hall DNI-jéhez, és találkozik Corvusszal, egy kollektív tudattal (gestalt intelligenciával), amelyet a kísérletek során hoztak létre, hogy figyelje a DNI-használók gondolatait. A rendszer azonban meghibásodott, és ez okozta a korábbi robbanást. Corvus megfertőzte Taylort és csapatát, megszállva őket az erdő utáni megszállott kereséssel. A játékos és Hendricks is megfertőződik, miután interfészeltek Hall és Diaz DNI-jével. Miután megtalálják és megölik Marettit, népfelkelést robbantanak ki az NRC megszállása ellen, és az ebből adódó káoszt kihasználva rábukkannak Taylorra, és egy tetőn sikerül sarokba szorítaniuk. Miután Taylor megsebesíti a játékost, képes ellenállni Corvusnak, és kitépi magából a DNI-t, ezzel megmentve a játékost. Hendricks viszont végleg a Corvus hatása alá kerül, megöli Taylort, majd elhagyja a játékost, és Zürichbe indul, hogy megtalálja Kruegert. A játékos Kane-nel együtt Zürichbe siet, hogy megállítsa Hendricks-et. Amikor elérik a Coalescence Corporation központját Zürichben, felfedezik, hogy Corvus nagy mennyiségű Nova 6 gázt halmozott fel, amelyet korábban a szingapúri robbanásnál is használt. Kane megpróbálja elszigetelni a gázt, de Corvus bezárja őt az egyik lezárt helyiségbe, és elszivárogtatja a gázt, hogy megölje őt a játékos szeme láttára, miközben a játékos tehetetlenül nézi. Továbbhaladva a játékos ráakad Hendricksre, aki Kruegert tartja fogva. Miután Hendricks megöli Kruegert, a játékos megöli Hendricks-et. A játékos ezután megpróbál öngyilkos lenni, hogy ezzel véget vessen Corvus fertőzésének, de ehelyett egy szimulált fagyott erdőben találja magát, amelyet Corvus hozott létre, hogy megtartsa az elhunyt DNI-használók tudatát. A játékos – mint egyfajta "glitch" – továbbra is él a szimulációban, és itt újra találkozik Taylorral, aki elmondja, hogy csak a DNI kiürítésével lehet végleg megszabadulni Corvustól. Taylor segítségével a játékos ellenáll Corvus utolsó manipulációs próbálkozásainak, és megtisztítja saját DNI-jét, ezzel megsemmisítve a vírust. Ezután tántorogva kilép a zürichi Coalescence épületéből, és amikor a helyi biztonsági erők megkérdezik kilétét, a játékos annyit válaszol:  "Taylor." Taylor jelentései szerint a játékos valójában meghalt a kibersebészeti beavatkozás során – a műtét komplikációi miatt. . Minden, ami ezután történik egészen Taylor haláláig, egy szimulációban játszódik, amely eltér attól, amit Taylor és Hendricks valóban megéltek, amikor Dylan Stone-t és csapatát (Javier Ramírez, Alice Conrad és Joseph Fierro) üldözték, akik a CIA fekete bázisának felfedezése után dezertáltak. A történtek során kiderül, hogy a játékos tudata Taylor elméjében él tovább, végig a szimuláció alatt. Ez arra utal, hogy a játékos átvette Taylor testét annak szimulált halála után – egészen addig, amíg a DNI törlése során Corvus és a játékos tudata is megsemmisül, Taylor pedig visszanyeri uralmát saját teste felett.
|  | Itt a vége a cselekmény részletezésének! |

## Fejlesztés
A Call of Duty: Black Ops III a Call of Duty franchise tizenkettedik, és a Black Ops sorozat negyedik része. Ez volt a második játék, amely az Activision által bevezetett hároméves fejlesztési ciklus előnyeit élvezte – az első ilyen cím a Call of Duty: Advanced Warfare volt. Ez az új fejlesztési modell lehetővé teszi, hogy a Call of Duty-sorozat három fejlesztőcsapata – Infinity Ward, Treyarch és Sledgehammer Games – három évig dolgozhasson egy-egy játékon, szemben a korábbi két évvel. A Black Ops III a Black Ops II-ben használt IW motor erősen módosított változatát használja. 2015. június 9-én megerősítették, hogy a PlayStation 3 és Xbox 360 verziókon a Beenox és a Mercenary Technology dolgozik. Ezek a verziók bizonyos funkciókat nem tartalmaznak, amelyek elérhetők más platformokon, például a játék kampánymódját és a további DLC-tartalmakat. 2016. június 15-én bejelentették, hogy egy új exkluzivitási megállapodás részeként a Sony Computer Entertainmenttel a jövőbeli Call of Duty-játékok, kezdve a Black Ops III-mal, minden letölthető tartalma először PlayStation platformokon jelenik meg időzített exkluzivitásként. Ez véget vet egy hasonló, Microsofttal kötött exkluzivitási megállapodásnak, amely a Call of Duty 4: Modern Warfare-ig nyúlt vissza.

## Fogadtatás
| Összegzőoldal | Értékelés |
| ------------- | --------- |
| Metacritic    | 81/100    |

| Szerző      | Értékelés |
| ----------- | --------- |
| Destructoid | 8,5/10    |
| EGM         | 9,5/10    |
| GameSpot    | 7/10      |
| GamesRadar+ | 9/10      |
| Giant Bomb  | 3/5       |
| IGN         | 9,2/10    |
| Polygon     | 7/10      |

A Call of Duty: Black Ops III „általánosságban pozitív” értékeléseket kapott a kritikusoktól – a Metacritic véleményösszesítő oldal szerint.
A GameSpot 7 pontot adott a játékból 10-ből, és így fogalmazott: „A Black Ops III nem kínál semmi igazán különlegeset a sorozatnak, de éppen eleget nyújt ahhoz, hogy fenntartsa a Call of Duty jelenlegi állapotát. A franchise azonban, bár lassan, tovább halad előre megállíthatatlanul.”
A Polygon szintén 7 pontot adott a játéknak 10-ből, és ezt írta: „A Black Ops III legfőbb ajánlási pontja talán a benne rejlő tartalom sokfélesége lehet, és ez egy jogos nézőpont. Azonban Treyarch nem lépteti igazán előre a sorozatot.”
Az IGN 9,2 pontot adott a 10-ből, és ezt írta: „A szórakoztató 4 játékos kooperatív mód, az új képességek és a kibővített Zombies mód révén a Black Ops 3 a legnagyobb Call of Duty-játék eddig.”

## Díjak, elismerések
| Év   | Díj             | Kategória                | Eredmények |
| ---- | --------------- | ------------------------ | ---------- |
| 2015 | The Game Awards | Legjobb lövöldözős játék | Jelölve    |
| 2015 | The Game Awards | Legjobb multiplayer      | Jelölve    |

## Fordítás
Ez a szócikk részben vagy egészben  a   Call of Duty: Black Ops III című angol Wikipédia-szócikk ezen változatának fordításán alapul.  Az eredeti cikk szerkesztőit annak laptörténete sorolja fel. Ez a jelzés csupán a megfogalmazás eredetét és a szerzői jogokat jelzi, nem szolgál a cikkben szereplő információk forrásmegjelöléseként.